# Criocerinus corallinus
Criocerinus corallinus là một loài bọ cánh cứng trong họ Cerambycidae.